# 塔爾圖攻勢
塔爾圖攻勢行動（俄语：Тартуская наступательная операция），也被稱作塔爾圖戰役以及埃馬河戰役，其發生於1944年的愛沙尼亞東南部，也是蘇德戰爭的一部份。交戰雙方分別為波羅的海第3方面軍以及德國北方集團軍中的愛沙尼亞部隊。
在這場戰役開始前，蘇軍決定了他們的戰術目標：擊敗德國第18軍團並拿下塔爾圖。而蘇軍的戰略目標則是尋求快速占領愛沙尼亞全境。因此，蘇軍計畫攻向里加灣並捕捉正在納爾瓦與蘇軍交戰的德軍部隊。 德軍陣營包含了愛沙尼亞輔警，他們準備對蘇軍戰鬥以阻止蘇聯佔領愛沙尼亞。蘇軍的波羅的海第3方面軍攻佔了塔爾圖。最後德軍將蘇軍的攻勢阻擋在埃馬河一線。德國第18軍團在愛沙尼亞自衛隊支持下於小埃馬河及高亞河一帶擋下了蘇軍，從而阻止波羅的海第3方面軍企圖切斷納爾瓦地區德軍的退路的行動。

## 背景
列寧格勒方面軍在早先對德國北方集團軍的攻擊使其被推向楚德湖西岸，接著蘇德雙方在該地附近的納爾瓦展開戰鬥。德軍將領認為守住芬蘭灣南岸是重要的工作，因為這讓芬蘭得以繼續與站在德國這邊來作戰，也讓蘇聯的波羅的海艦隊繼續被困在波羅的海的東岸。而以戰爭經濟的角度來看，愛沙尼亞擁有豐富的油頁岩以及發達的油頁岩工業，也促使德軍堅守愛沙尼亞。在南方，蘇軍已經在1944年6月至8月間，對中央集團軍的進攻中攻到波羅的海岸邊。

## 戰鬥行動

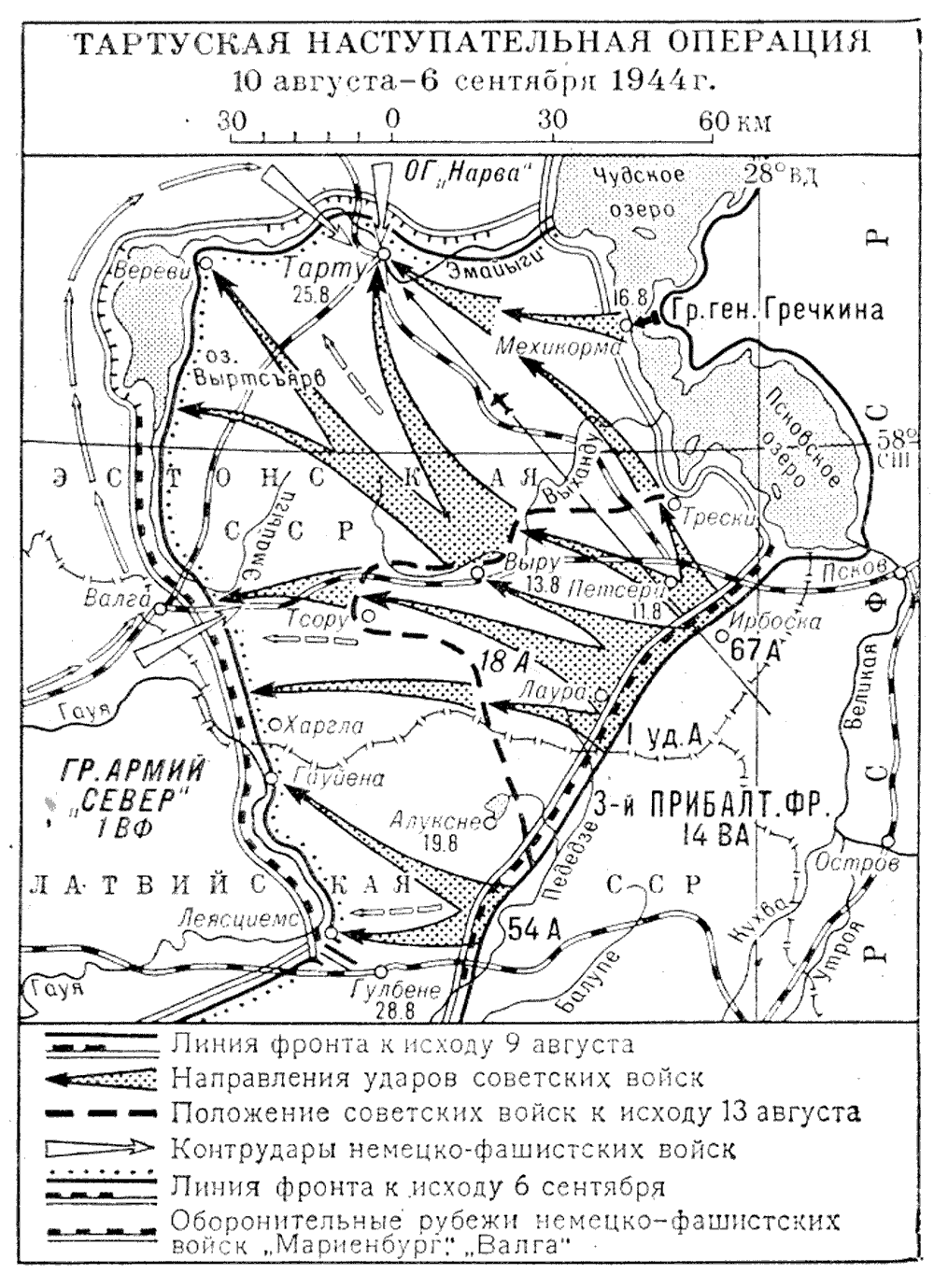
蘇軍的進攻狀況

8月10日，蘇聯第67軍突破德國第18軍團的防線，並在8月13日拿下沃魯。德國第18軍團被迫撤至小埃馬河以及高亞河西岸，德軍在那邊受到來自維爾揚迪縣的愛沙尼亞自衛隊的支持。對蘇軍而言，進攻的成功意味著攻向塔爾圖，這座愛沙尼亞東南部最大城市的道路已經敞開。因此北方集團軍組建了一個戰鬥群來防守新的防線，該戰鬥群由親衛隊少將，於爾根·瓦格納率領，然而瓦格納將軍缺乏足夠的兵力來布置防線。8月16日，蘇軍繞過德軍東面的防線，發動越過楚德湖的進攻，在經過激烈的戰鬥後，愛沙尼亞自衛隊擋住了蘇軍的進攻。
德軍計畫在8月24日，對蘇軍西面防線後方的埃爾瓦，以坦克發動進攻。但在進攻發動的前一晚，指揮這次進攻的指揮官，親衛隊少將，海亞辛勒·馮·史特拉什維奇遭遇嚴重的車禍。蘇軍在德軍發動進攻當天就成功擊退德軍的進攻。接著四個蘇軍師在坦克及火炮支援下，發起對塔爾圖的進攻。在經過激烈的巷戰後，蘇軍攻下了這座城市，並在埃馬河北岸建立了橋頭堡。瓦格納因為這次失敗而被免職。8月底，原隸屬於芬蘭第200步兵團第1營的愛沙尼亞第1團第3營返抵愛沙尼亞。接著他們支援愛沙尼亞警衛營以及德軍的坦克中隊發動進攻，他們在8月30日摧毀了由兩個蘇軍師駐守的埃馬河北岸橋頭堡並奪回一座橋梁。接著德軍對埃馬河南岸發動進攻，並嘗試奪回塔爾圖。他們在9月4日至6日，從北邊攻至塔爾圖郊區，然而之後他們被四個蘇軍師擊退。接著前線再次平靜下來，直到波羅的海攻勢。